# Gallienia elegans
Gallienia elegans är en insektsart som beskrevs av Brongniart 1897. Gallienia elegans ingår i släktet Gallienia och familjen vårtbitare. Inga underarter finns listade i Catalogue of Life.